# Mirwart
Pour les articles ayant des titres homophones, voir Miroir (homonymie).
Mirwart (en wallon Mirwå, prononcé Murwô) est une section de la ville belge de Saint-Hubert située en Région wallonne dans la province de Luxembourg.
Mirwart est un des plus beaux villages de Wallonie depuis le 23 avril 2016.

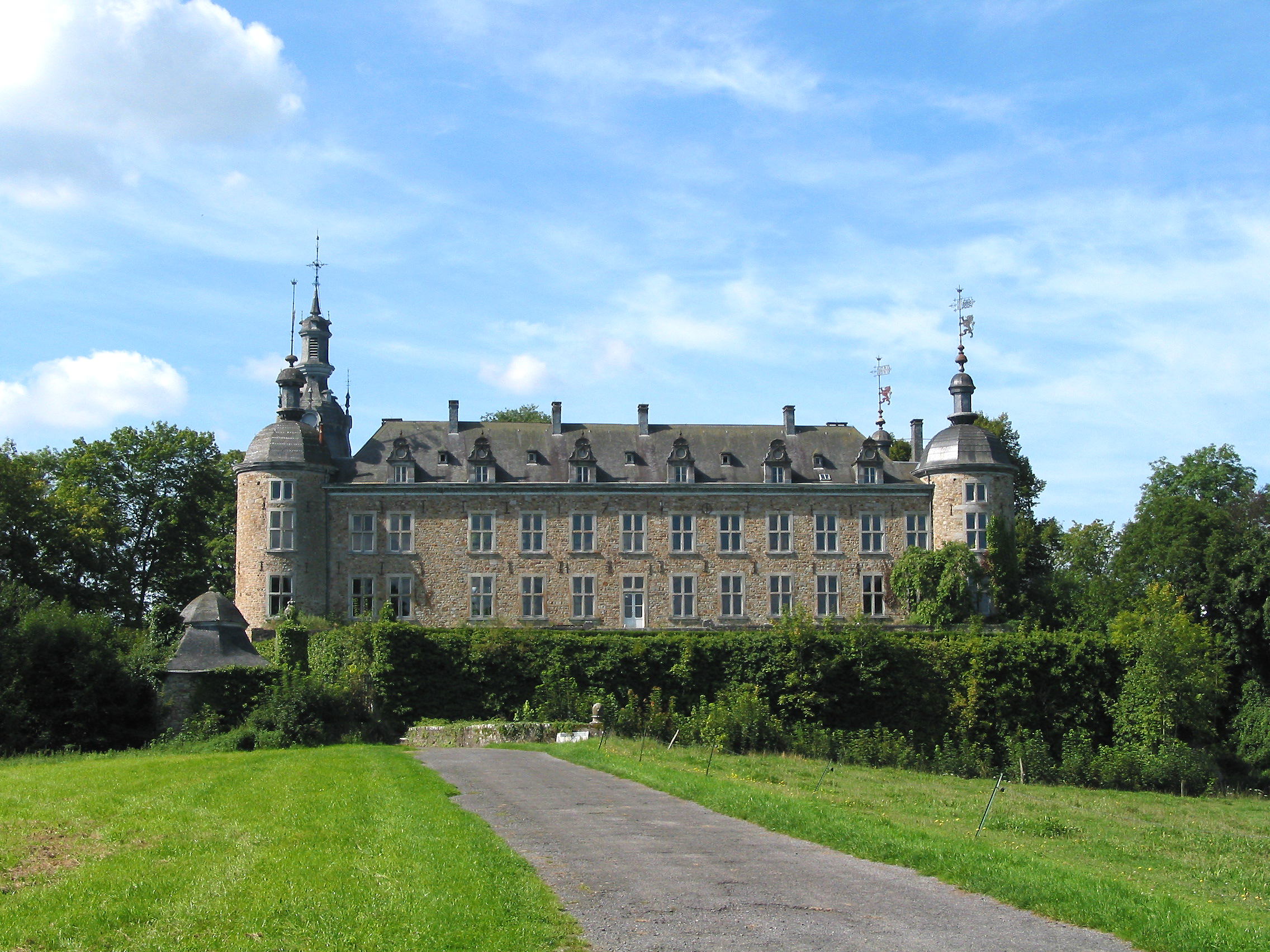
Le château de Mirwart.

## Évolution démographique
- Source: DGS, 1831 à 1970=recensements population, 1976= habitants au 31 décembre

## Histoire
Il existait jadis, à Mirwart, une abbaye, à présent effacée du paysage.
Mirwart était une commune à part entière avant la fusion des communes de 1977.
De 1823 au 18 juillet 1877, elle fut une section d'Awenne.
La gare de Mirwart était un arrêt de la SNCB en service de 1892 à 1984 et situé près du domaine provincial de Mirwart. Une aire de repos a été aménagée dans une ancienne maisonnette de service.

## Patrimoine et culture

### Patrimoine architectural et naturel
- L'église a pour saint-patron saint Roch.
- La forêt domaniale et le château de Mirwart sont deux curiosités touristiques de ce petit village ardennais.

## Enseignement
L'École Industrielle et Commerciale de la Ville d'Arlon, en partenariat avec la Province de Luxembourg, a implanté dans le village un important centre d'enseignement de type supérieur non universitaire formant des éducateurs spécialisés ainsi que des bibliothécaires brevetés. La qualité de l'enseignement dispensé dans cette école associé à une belle infrastructure d'accueil attire de nombreux étudiants du pays mais aussi des pays voisins, comme la France et le Grand-Duché de Luxembourg. Cette école a été fermée en 2015.

## Images

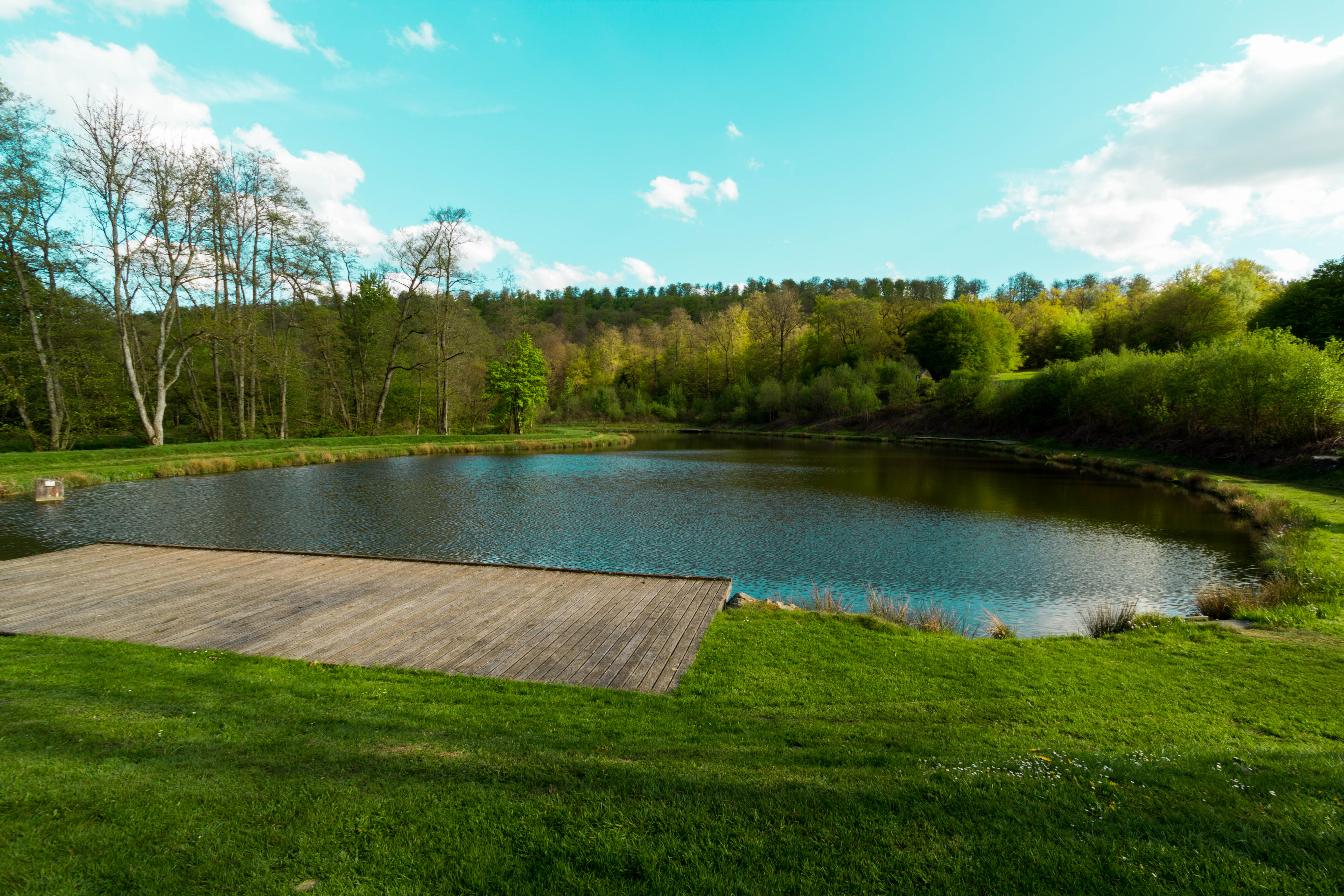
Étang au vieux moulin à Mirwart.
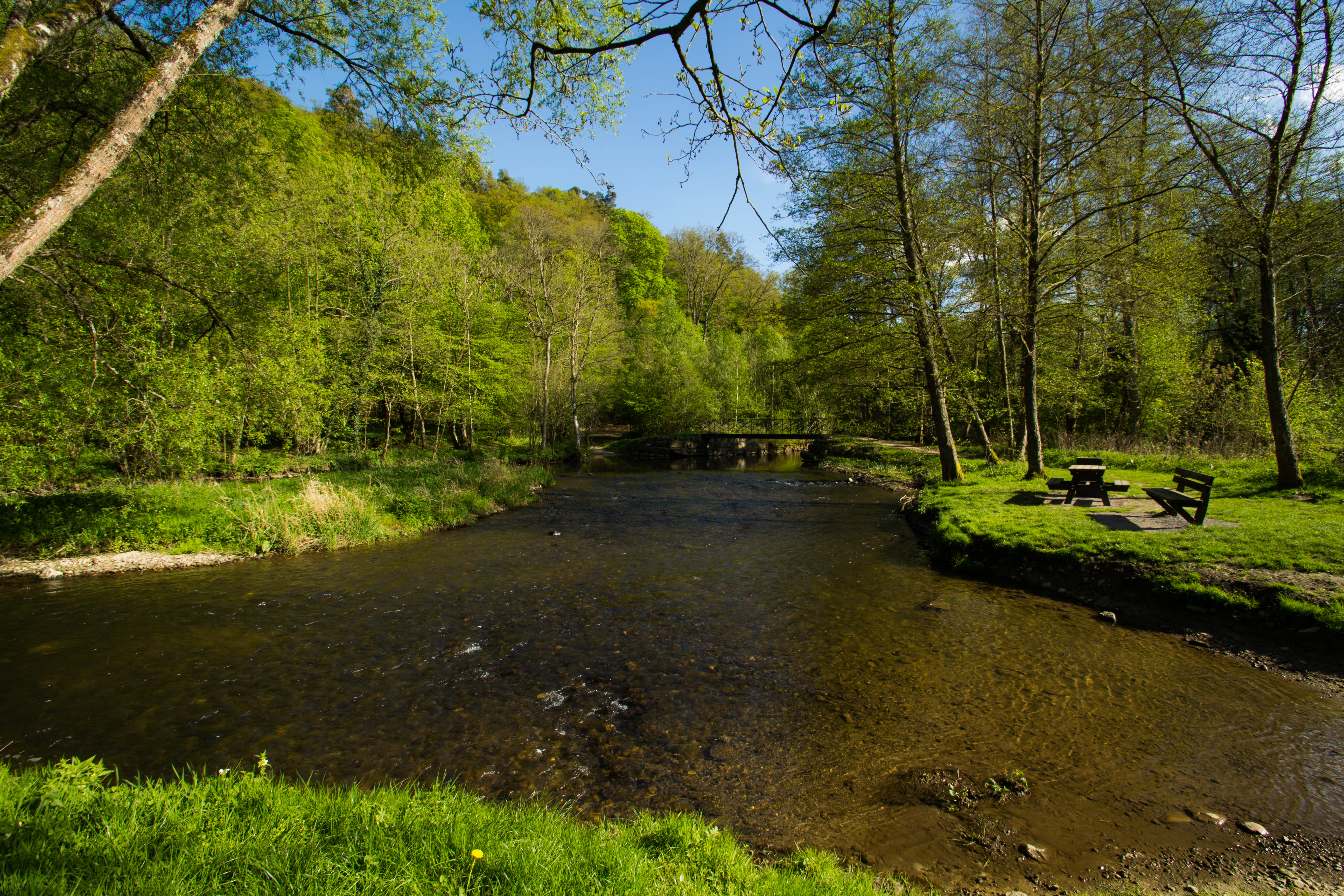
La rivière Lhomme à Mirwart.

## Vie associative

### Jumelage
- Le Bois-d'Oingt (France)

## Personnalités liées à la commune
Olivier Gourmet, acteur apprécié des frères Dardenne (La Promesse, Le Fils, L'Enfant), est originaire de Mirwart.

#### Monographies
- Denise de Donnéa, Ces Messieurs de Mirwart, XVIIIe siècle, Saint-Hubert, Imprimerie Gofflot, 1987, 184 p., + 3 pl. h.-t..
- Georges Pècheur, Mirwart en Ardenne XIXe–XXe s. Un village humilié, Neufchâteau, Éditions Weyrich, 2002, 479 p., + une carte.
- Jean-Pol Weber (dir.) et ASBL Château de Mirwart, Mirwart. Château et Alentours, Saint-Hubert, Saint-Hubert, Centre Pierre-Joseph Redouté (no 2), 6–21 6 1992, 104 p..
- Jean-Pol Weber et Marc Lejeune (dir.) (ill. Palix), Mirwart au passé simple. Récits historiques. Le temps des Arenberg (1420–1706), Arlon, 2009, 136 p., + 1 pl. h.-t..

#### Articles
- Émile Tandel, Les communes luxembourgeoises, t. VIb : Arrondissement de Neufchâteau, Arlon, Institut archéologique du Luxembourg, 1893, « Mirwart », p. 1093–1142.
- Jean-Pol Weber, Saint-Hubert d'Ardenne, Cahiers d'Histoire, t. IX, Saint-Hubert, 2003, « Bartholomé Pirotte, architecte des châteaux de Mirwart et de Bure ? », p. 41–49.